# Maria McErlane
Maria McErlane (nacida el 9 de diciembre de 1957 en Buckinghamshire, Inglaterra) es una actriz y presentadora británica especializada en comedia. Comenzó a actuar en 1984. Ha aparecido en varias series de televisión, entre ellas The Fast Show, Gimme Gimme Gimme, Thin Ice y Happiness, ha tenido papeles en The Bill y Holby City y como narradora de Antoine de Caunes y Eurotrash de Jean-Paul Gaultier.
Comenzó en la comedia en la década de 1990, bajo el nombre de 'Maria Callous', también ha sido invitada a programas como Have I Got News for You, If I Ruled the World y Just a Minute en Radio 4.
En junio de 1984, apareció en 'Out of Order' (una revista de Christopher Middleton y Jonathan Kydd) en el Teatro Finborough .
McErlane copresentó el programa de preguntas y respuestas de ITV Conocimiento Carnal con su amigo Graham Norton a mediados de los 90. 
McErlane es amiga de Nigella Lawson y apareció en 16 episodios del programa de chat en la cadena ITV de Nigella Lawson Nigella. 
Ha tenido columnas regulares en The Sunday Times Style y Esquire Magazine .

## Vida personal
McErlane dice que es católica no practicante. Divide su tiempo entre Hastings y su casa de Londres. 

## Filmografía

### Series de televisión
- Press Gang (1989–1990) como Maria, una camarera
- Comedia Playhouse (1993) como Helen
- Sean's Show (1993) como Teresa
- Esta vida (1996) como la Sra. Janet Webb
- Jack and Jeremy's Real Lives (1996) como Twix Lady
- Paul Merton en Galton &amp; Simpson (1997) como Jill
- Dame dame dame (1999) como Maureen
- Copa de Bostock (1999) como Margaret Masson
- Fat Friends (2000) como Brenda Falkinham
- The Fast Show (1997 y 2000) Varios roles
- The Bill (2002) como Mrs. Walters
- La felicidad (2001-2003) como Shirley
- Holby City (2004) como Martine Holbeck
- Thin Ice (2006) como Nikki Sumner
- Killing Eve (2020) como Diane

### Películas
- Hijos de los hombres (2006) como Shirley
- It2i2 (2006) como Maria Leghorn